# Pedro Mascarenhas
Pedro de Mascarenhas (Mértola, 1484 – Goa, 23 giugno 1555) è stato un navigatore, esploratore e diplomatico portoghese.
È passato alla storia per aver scoperto, assieme al compatriota Diogo Rodrigues, il gruppo di isole alle quali dette il suo nome: l'arcipelago delle Mascarene, a est del Madagascar, che comprende Mauritius, Réunion, Rodrigues, Agaléga, Diego Garcia e gli scogli dei Cargados Carajos.

## Biografia
Fu grazie all'impulso dato ai viaggi di esplorazione dalla fondazione, nel 1499, della «Casa da Índia» (Compagnia delle Indie Portoghesi con l'obiettivo di controllare il commercio coloniale), che Mascarenhas, figlio di una famiglia facoltosa, assemblò una flotta di battelli con la quale intraprese una serie di viaggi di esplorazione e di commerci delle spezie lungo le coste dell'Africa settentrionale e del Mozambico.
Mascarenhas fu al servizio della flotta del terzo viceré delle Indie portoghesi, Don Garcia de Noronha.
Alla fine del 1511, avendo appreso, mentre si trovava in prossimità del Capo di Buona Speranza, del sollevamento della regione di Goa (fomentato probabilmente da Adil Shah, che voleva l'allontanamento dalla penisola indiana di Albuquerqe e dei Portoghesi), prese l'iniziativa di distaccare una flotta per trovare un mezzo più rapido per raggiungere l'India. All'epoca, la lunga rotta verso l'India veniva percorsa navigando di cabotaggio lungo la costa orientale dell'Africa fino alla costa del Malabar.
Mascarenhas fece allora rotta verso est inoltrandosi in acque sconosciute e scoprì, nel 1513, il gruppo di isole che portano oggi il suo nome. Nella navigazione verso l'India scoprì anche Diego Garcia.
Dal 1525 al 1526 Mascarenhas fu Capitano-Maggiore a Malacca (Malaysia).
Delle sue attività posteriori, realizzate grazie al prestigio del suo viaggio e delle sue scoperte, è noto che partecipò a una spedizione a Tunisi nel 1535. Rappresentò inoltre gli interessi portoghesi a Roma dopo la nomina come ambasciatore conferitale dal re Giovanni III.
Nel 1554, Mascarenhas venne nominato viceré di Goa e dell'India portoghese. Si presume che sia morto nove mesi più tardi, a Goa, all'età di 71 anni.
| Controllo di autorità | VIAF (EN) 172653477 · ISNI (EN) 0000 0001 2274 0710 · LCCN (EN) no2011112874 · GND (DE) 1205571329 · BNE (ES) XX1530824 (data) |